# ルスディ・スパルマン
モハマド・ルスディ・ビン・モハマド・スパルマン（マレー語: Mohd Rusdi Bin Mohd Suparman、1973年1月27日 - ）は、マレーシアの元サッカー選手、現サッカー指導者。元マレーシア代表。現役時代のポジションはFW。

## 概要
その名前からチームメイトやファンにスーパーマンと呼ばれていた選手で、アズマン・アドナンやアマド・シャールル・アズハル・ソフィアン、ハイルディン・オマルと並んで2000年前後の同国有数のサッカー選手として知られている選手である。

## クラブ歴
1993年にセランゴールFAに加入、アズマン・アドナンとタッグを組み活躍した。アズマンが1999年にパハンFAに移籍するとルディ・ラムリやモハマド・ニザルディン・ユソフとタッグを組んだ。1999年には15得点でマレーシア・プレミアリーグ得点王を獲得している。セランゴールFAには長く在籍したため、アズマンと同様に彼もレジェンドの一人となっている。
2003年にはPKNS FCに移籍、2004年にはテレコム・マレーシアFCに移籍し、選手を引退した。

## 代表歴
2000年には2000 タイガーカップに参加した。この時の彼は27歳でチームで最年長であった。背番号は9番で、3位決定戦のベトナム代表戦では2得点を挙げ、3-0での勝利に大きく貢献した。大会を通じて彼は4得点し、得点ランキング3位につけた。
マレーシア代表としては合計で41試合に出場し、19得点を獲得した。